# Consiglio di Stato (Appenzello Interno)
Il Consiglio di Stato è il governo del Canton Appenzello Interno.

## Elezione
Il Consiglio di Stato è composto da sette membri, eletti ogni anno dalla Landsgemeinde. Ciascuno di essi occupa il ruolo di Landamano reggente, primo vicelandamano, secondo vicelandamano, direttore delle finanze, direttore dell’agricoltura, direttore delle costruzioni e direttore della polizia. Uno dei membri svolge il ruolo di Landamano reggente, che presiede e coordina i lavori del Consiglio.
La carica di Consigliere di Stato è incompatibile con una carica nel Gran Consiglio, in un Consiglio distrettuale, in un tribunale o all'interno di un'autorità locale. In più non possono essere eletti Consiglieri i parenti stretti di un Consigliere di Stato. Sussiste ineleggibilità anche se un partner o parente stretto fa parte di un tribunale.

## Compiti
Il Consiglio di Stato rappresenta il potere esecutivo cantonale. Esso esegue le leggi e le decisioni della Landsgemeinde e del Gran Consiglio, cura le relazioni diplomatiche, conclude accordi programmatici con il governo centrale e svolge i compiti non espressamente delegati a un altro organo.

## Composizione
Al 2023, la composizione del Consiglio di Stato è la seguente:
| Nome               | Ruolo                       | Dipartimento                         |
| ------------------ | --------------------------- | ------------------------------------ |
| Roland Inauen      | Landamano reggente          | Istruzione                           |
| Dähler Roland      | Primo vicelandamano         | Economia                             |
| Rüegg Bless Monika | Seconda vicelandamana       | Salute e affari sociali              |
| Eberle Ruedi       | Direttore delle finanze     | Finanze                              |
| Müller Stefan      | Direttore dell’agricoltura  | Agricoltura e foreste                |
| Ulmann Ruedi       | Direttore delle costruzioni | Edilizia e ambiente                  |
| Signer Jakob       | Direttore della polizia     | Giustizia, polizia e affari militari |